# Kryptomonady
Kryptomonady, kryptomonadowe, kryptofity (Cryptophyta, Cryptista, Cryptomonadea, Cryptophyceae) – glony zaliczane niegdyś do gromady tobołków, jedna z grup wiciowców. Większość kryptomonad to organizmy jednokomórkowe, choć czasami można spotkać je w postaci palmelloidalnych kolonii. W różnych systemach taksonomicznych ta sama grupa organizmów może mieć różną rangę taksonomiczną, a kilka kolejnych taksonów może być monotypowe.

## Budowa
Komórki płaskie, nagie, z dwiema wiciami (rzadziej jedną lub czterema). Okryte mało elastycznym peryplastem o różnej grubości. Dominuje postać wiciowca (monady) o kształcie asymetrycznym i mało zmiennym – jajowatym, gruszkowatym, cylindrycznym. Mogą tworzyć się palmelloidalne kolonie. U niektórych gatunków występuje dymorfizm – komórki mogą być kryptomorficzne lub kampylomorficzne. Niegdyś uważano, że są to odrębne gatunki. Komórki mniej lub bardziej spłaszczone grzbietobrzusznie. Po stronie brzusznej zagłębienie zwane gardzielą. Wici osadzone w bruździe gardzieli. W gardzieli znajdują się ułożone w regularnych rzędach lub pierścieniach trychocysty. Na wiciach mastygonemy. Chromatofory od brązowych, przez czerwonobrunatne do niebieskozielonych, otoczone czterema błonami, między którymi znajduje się nukleomorf. Zwykle duże, przyścienne, od jednego do kilku. Barwniki fotosyntetyczne to chlorofile a i c oraz fikobiliny oraz β-karoten i ksantofile. 
Dodatkowe błony oraz obecność nukleomorfu w chloroplastach świadczą o tym, że powstały one na drodze wtórnej endosymbiozy, gdy przodek kryptomonad (a być może wszystkich Chromalveolata) wchłonął pierwotną komórkę krasnorostu.

## Biologia i ekologia
Produktem fotosyntezy jest skrobia gromadzona wokół pirenoidów lub w cytoplazmie. Rozmnażanie przez podział komórki.
Występują w różnych typach wód, jako składnik fitoplanktonu, fitobentosu, w metafitonie. Niektóre (np. Cryptomonas erosa) mogą powodować zakwity.
W polskiej florze stwierdzono ok. 60 gatunków.

## Systematyka
W systemie przyjętym przez serwis AlgaeBase (stan jesienią 2019 r.) systematyka kryptofitów przedstawiona jest następująco:
- cesarstwo: Eukaryota
  - królestwo: Chromista
    -       - typ (gromada):	Cryptophyta

    - gromada (klasa): Cryptophyceae
      - rząd: Cryptomonadales (175 gatunków)
      - rząd: Pyrenomonadales (40 gatunków)
      - rząd: Tetragonidiales (2 gatunki)

i kilka gatunków o niejasnej przynależności do rzędu.
Oznacza to, że w systemie tym gromada Cryptophyta jest monotypowa, jako że klasa Cryptophyceae jest jej jedynym taksonem niższego rzędu. Przyjęto w nim również, że autorem tak zdefiniowanego taksonu Cryptophyta jest Thomas Cavalier-Smith, który przedefiniował takson opisany wcześniej przez Paschera.